# Emanuele Barison
Emanuele Barison (Pordenone, Italia, 12 de marzo de 1963) es un dibujante de cómic y director de cine italiano.

## Biografía
Debutó a comienzos de los años 1980, ilustrando la historieta La storia di Nuvolari para la revista Autosprint. Poco después, fundó con algunos amigos la revista Fantasy, editada por una pequeña editorial local. A finales de la década, creó Alex il Britanno para la revista Il Messaggero dei Ragazzi. Gracias a este personaje cómico, atrajo la atención del guionista francés Françoise Corteggiani, quien le propuso trabajar para la Disney, en 1989. Posteriormente, creó graficamente el personaje de Lazarus Ledd para la Star Comics y dibujó dos episodios, con guion de Ade Capone. En colaboración con Francesco Boni De Nobili realizó los dibujos de L'Editto di Rotari a fumetti, en 1990, y de Quasar a Pratobello, en 1993. 
En 1995, mediante Corteggiani, trabajó para el mercado internacional con la serie Yakuza de la editorial Soleil. Para Glénat ilustró De Silence et de Sangre. Creó el personaje mascota de la marca de zapatos Geox, Magic Geox, del que realizó tres historietas traducidas en todo el mundo. Para el mercado francés también colaboró con la revista Pif Gadget, para la que ilustró algunos episodios de Docteur Justice. En 2001 realizó el guion de la película Oppalalay, con el dúo cómico "Papu", y en 2004 escribió y dirigió con Romeo Toffanetti la película Rockstalghia. Para la francesa Dargaud dibujó Le Stygmate de Longinus y Orphea. En 1999, entró a formar parte del equipo de Diabolik de la editorial Astorina, y a partir de 2002 se convirtió en el dibujante oficial de Il grande Diabolik. En 2011, empezó su colaboración con la casa Bonelli, ilustrando historias de Zagor y Tex.